# Hochschule der Polizei Rheinland-Pfalz
Die Hochschule der Polizei Rheinland-Pfalz ist eine 2015 gegründete staatliche Hochschule des Landes Rheinland-Pfalz. Sie dient der Aus- und Fortbildung der Angehörigen der Polizei Rheinland-Pfalz.

## Standorte
Der Campus Hahn in Büchenbeuren, Ortsteil Scheid und die beiden Standorte in Wittlich-Wengerohr und Enkenbach-Alsenborn beschäftigen ca. 400 Mitarbeiter.

## Studiengänge
- Bachelorstudiengang Polizeidienst
- Masterstudiengang Öffentliche Verwaltung – Polizeimanagement[5]

## Geschichte
Die Ausbildung des gehobenen Dienstes der Polizei wurde bis 31. Januar 2015 am Fachbereich Polizei der Fachhochschule für öffentliche Verwaltung Rheinland-Pfalz am Flughafen Frankfurt-Hahn durchgeführt. Am 1. Februar 2015 wurde der Fachbereich Polizei ausgegliedert und eine eigenständige Hochschule, die Hochschule der Polizei Rheinland-Pfalz, gegründet.